# Come l'edera
Come l'edera è un singolo del gruppo musicale Sud Sound System, pubblicato il 28 giugno 2021, che vede la partecipazione di Al Bano.